# دوریئن کوناکس
دوریئن کوناکس (فرانسوی: Dorian Coninx‎؛ زادهٔ ۲۸ ژانویهٔ ۱۹۹۴) ورزشکار ورزش سه‌گانه اهل فرانسه است.
وی در مسابقات کشوری و بین‌المللی در مجموع برندهٔ ۱ مدال برنز شده‌است.